# Божидар Ивановић
Божидар Ивановић (Цетиње, 24. август 1946) јесте министар спорта у Влади Црне Горе и шаховски велемајстор.
У својој шаховској каријери три пута је био шампион Југославије, 1973, 1981 и 1996. Учествује на шаховским олимпијадама за репрезентацију Југославије 1982, 1984, 1990. и 1996. На светском шаховском првенству учествује у репрезентацији 1989. године.
Води телевизијску емисију „Тајне шаха“ на ТВ Црна Гора. Био је на функцији председника Шаховског савеза Југославије, а сада је министар у Влади Црне Горе.
Добитник је Тринаестојулске награде, највишег државног признања Црне горе за резултате остварене са шаховским клубом „Будућност“, на Европском шампионату у шаху 2005.
Први пут предводи репрезентацију Црне Горе на европском првенству у шаху на Криту, Грчка.

## Шаховске олимпијаде

### Укупни учинак кроз статистику
| Године                 | Σ поена | Σ партија |  | + | =  | - |  | %    | Освојене медаље на олимпијади тимске\| појединачне |
| 1982-1984, 1990, 1996, | 16½     | 33        |  | 7 | 19 | 7 |  | 50.0 | 0 - 0 - 0 \| 0 - 0 - 0                             |

### Статистика по годинама
| Година | Табла  | Σ поена | Σ партија |  | + | = | - |  | %    | тимско место | појединачно |
| 1996.  | 1      | 5       | 11        |  | 1 | 8 | 2 |  | 45.5 | 22.          |             |
| 1990.  | 3      | 6       | 9         |  | 4 | 4 | 1 |  | 66.7 | 13.          |             |
| 1984.  | 1 рез. | 3½      | 7         |  | 2 | 3 | 2 |  | 50.0 | 8.           |             |
| 1982.  | 1 рез. | 2       | 6         |  | 0 | 4 | 2 |  | 33.3 | 4.           |             |

## Светска првенства у шаху кроз статистику
| Година | Табла  | Σ поена | Σ партија |  | + | = | - |  | %    | тимско место | појединачно |
| 1989.  | 1 рез. | 1       | 3         |  | 0 | 2 | 1 |  | 33.3 | 2.           |             |

## Учешће на европском шампионату у шаху
8° европски тимски шаховски шампионат
| Место   | Земља    | Табла | Скор | Тимски резултат |
| Пловдив | Бугарска | 9.    | 5/7  | II              |